# Nova Galenika
Ne doit pas être confondu avec Galenika Fitofarmacija Zemun.
Nova Galenika (en serbe cyrillique : Нова Галеника) est un quartier de Belgrade, la capitale de la Serbie. Il est situé dans la municipalité urbaine de Zemun. Au recensement de 2002, avec le quartier d'Altina, il comptait 12 533 habitants.

## Emplacement
Nova Galenika est situé au nord-ouest de Zemun. De forme allongée, le quartier est principalement délimité par le Batajnički drum (Батајнички друм), le Novosadski put (Новосадски пут) et le quartier de Goveđi brod au nord, Gornji Grad à l'est, Zemun Bačka au sud-est, Altina au sud ; à l'ouest la zone industrielle du quartier s'étend en direction de Zemun polje, Kamendin et Batajnica.

## Caractéristiques
Le quartier est constitué de plusieurs parties, dont la plus ancienne porte le nom de Galenika ; on y trouve aussi Nova Galenika, « la nouvelle Galenika », et des zones industrielles et commerciales.
Galenika a été créé dans les années 1960 ; il servait à loger les ouvriers de l'usine pharmaceutique Galenika Fitofarmacija Zemun. La partie résidentielle de Galenika compte plusieurs parcs et des terrains de basket-ball, de football et de volley-ball.

## Transports
Galenika est relié au reste de Zemun et de Belgrade par plusieurs lignes de bus de la société GSP Beograd, soit les lignes 73 (Novi Beograd Blok 45 – Gare de Batajnica), 84 (Zeleni venac – Nova Galenika), 612 (Novi Beograd Pohorska – Kvantaška pijaca – Nova Galenika), 704 (Zeleni venac – Zemun polje) et 706 (Zeleni venac – Batajnica).